# Louis Fourgous
Louis Fourgous (Montreuil, 1877. július 31. – Párizs 8. kerülete, 1932. március 25.) francia nemzetközi labdarúgó-játékvezető. Polgári foglalkozása kórházi dolgozó, férfi ápoló.	

## Pályafutása

### Nemzeti játékvezetés
Nemzeti labdarúgó-szövetségének megfelelő játékvezető bizottsága minősítése alapján lett az 1. Liga játékvezetője. Küldési gyakorlat szerint rendszeres partbírói szolgálatot végzett.

#### Nemzeti kupamérkőzések
Vezetett kupadöntők száma: 1.

##### Francia labdarúgókupa
| Időpont           | Helyszín                                  | Mérkőzés típusa | Mérkőzés                          | Eredmény | Nézők száma |
| ----------------- | ----------------------------------------- | --------------- | --------------------------------- | -------- | ----------- |
| 1924. április 13. | Yves-du-Manoir Olimpiai Stadion, Colombes | döntő           | Olympique de Marseille–FC Sète 34 | 3 – 2    | 29 000      |

### Nemzetközi játékvezetés
A Francia labdarúgó-szövetség Játékvezető Bizottsága (JB) terjesztette fel nemzetközi játékvezetőnek, a Nemzetközi Labdarúgó-szövetség (FIFA) 1920-tól tartotta nyilván bírói keretében. A FIFA JB központi nyelvei közül a franciát beszélte. Több nemzetek közötti válogatott és klubmérkőzést vezetett, vagy működő társának partbíróként segített. A partbírók ebben az időszakban nem voltak FIFA JB kerettagok. A nemzetközi játékvezetéstől 1922-ben búcsúzott. Válogatott mérkőzéseinek száma: 2.

#### Olimpiai játékok
Az 1920. évi nyári olimpiai játékok labdarúgó tornáján a FIFA JB bírói szolgálatra alkalmazta.
| Időpont             | Helyszín               | Mérkőzés típusa                   | Mérkőzés             | Eredmény | Nézők száma |
| ------------------- | ---------------------- | --------------------------------- | -------------------- | -------- | ----------- |
| 1920. augusztus 31. | Broodstraat, Antwerpen | rájátszás a 2. helyért (vigaszág) | Olaszország–Norvégia | 2 – 1    | 500         |

---
Az 1924. évi nyári olimpiai játékok labdarúgó tornáján a FIFA JB partbírói szolgálatra alkalmazta. Az első számú partbíró, a korabeli szabályok szerint, játékvezetői sérülés esetén átvette a mérkőzés irányítását. Partbíróként 4 alkalommal első számú, egy esetben 2. számú pozícióba kapott küldést.
| Időpont         | Helyszín                   | Mérkőzés típusa    | Mérkőzés                  | Játékvezető      | Eredmény | Nézők száma |
| --------------- | -------------------------- | ------------------ | ------------------------- | ---------------- | -------- | ----------- |
| 1924. május 25. | Olimpiai Stadion, Párizs   | első forduló       | Spanyolország–Olaszország | Marcel Slawick   | 0 – 1    | 18 991      |
| 1924. május 27. | Olimpiai Stadion, Párizs   | egyik nyolcaddöntő | Hollandia–Románia         | Félix Herren     | 6 – 0    | 1 840       |
| 1924. május 29. | Pershing-i Stadion, Párizs | egyik nyolcaddöntő | Olaszország–Luxemburg     | Jean Richard     | 2 – 0    | 4250        |
| 1924. június 1. | Pershingi Stadion, Párizs  | egyik negyeddöntő  | Egyiptom–Svédország       | Henry Christophe | 0 – 5    | 6 484       |
| 1924. június 6. | Olimpiai Stadion, Párizs   | egyik elődöntő     | Hollandia–Uruguay         | Georges Vallat   | 0 – 3    | 70 880      |